# Síndrome metabòlica
La síndrome metabòlica és una combinació de trastorns mèdics que augmenten el risc de desenvolupar malalties cardiovasculars i diabetis mellitus tipus 2. Afecta una de cada cinc persones arreu del món i la seva prevalença augmenta amb l'edat. Alguns estudis estimen que la prevalença en els Estats Units d'Amèrica pot ser d'un 25 per cent de la població. A Espanya, segons dades publicades l'any 2012, la prevalença en la població adulta supera el 30 per cent. Segons dades de l'any 2020, uns 25,8 milions de nens i 35,5 milions d'adolescents pateixen aquesta síndrome a nivell mundial.
La síndrome metabòlica és també coneguda com a síndrome metabòlica X, síndrome X, síndrome de resistència a la insulina i síndrome de Reaver. Una condició similar en els cavalls amb sobrepès es coneix com a síndrome metabòlica equina i no se sap del tot si té la mateixa etiologia que la síndrome metabòlica humana.

## Etiologia
Els mecanismes exactes de les vies complexes de la síndrome metabòlica encara no són completament coneguts. La seva fisiopatologia és summament complexa i només ha estat parcialment dilucidada. La majoria dels pacients són majors, obesos, sedentaris i tenen un alt grau d'insulinoresistència. L'estrès oxidatiu i el tabaquisme també poden ser factors contribuïdors. Molts individus amb síndrome metabòlica pateixen apnea del son, depressió, neuroticisme, psoriasi, periodontitis, dislipèmia, vitiligen, alopècia androgenètica, alteració de la qualitat del semen, ateroesclerosi, acantosi nigricans, artritis reumatoide, hipogonadisme, síndrome de l'ovari poliquístic, litiasi biliar, fetge gras no alcohòlic i/o hipertensió arterial. La desregulació del sistema nerviós autònom té una gran importància tant en la patofisiologia com en les complicacions d'aquesta síndrome. Els factors de risc més importants de la síndrome metabòlica són:
1. sobrepès.[31]
2. genètica.[32]
3. estrès crònic.[33]
4. envelliment cel·lular i escurçament de la longitud telomèrica.[34]
5. estil de vida sedentari, és a dir, l'escassa activitat física i la ingesta de calories en excés.[35]
6. antecedents familiars de diabetis mellitus de tipus 2.[36]
7. exposició perllongada al soroll ambiental i a la contaminació atmosfèrica.[37]

Hi ha un debat sobre si l'obesitat o la resistència a la insulina (RI) és la causa de la síndrome metabòlica o si són conseqüència d'un trastorn metabòlic més llarg abast. La RI es defineix com la disminució de la capacitat d'aquesta hormona per desenvolupar normalment les seves funcions en teixits diana: múscul esquelètic, fetge o teixit adipós. La RI, la síndrome metabòlica i l'aterosclerosi comparteixen una base inflamatòria comú i avui dia la RI es considera el procés fisiopatològic subjacent sota el conjunt de factors de risc cardiovascular de la síndrome metabòlica. Diversos marcadors de la inflamació sistèmica, incloent la proteïna C reactiva, estan sovint augmentats en els individus amb síndrome metabòlica. També mostren nivells elevats la ferritina, la leptina, la ràtio apolipoproteïna B/A1, la pentraxina-3 (una proteïna de fase aguda relacionada amb el sistema immunitari innat), l'adiponectina circulant, la gamma-glutamiltransferasa i la adiponectina d'alt pes molecular sèriques, el fibrinogen, el factor VIII, l'inhibidor de l'activador del plasminogen-1, la glicoproteïna B5 en sang, la interleuquina 18 (IL-18), la interleuquina 6 (IL-6) i el factor de necrosi tumoral alfa (TNF). Es coneixen diversos factors d'índole nutricional associats amb el desenvolupament de la síndrome metabòlica, entre ells l'augment dels nivells d'àcid úric en sèrum causat per la fructosa ingerida en la dieta. Segons alguns estudis, les persones amb síndrome metabòlica tenen un major risc de patir càncers de l'aparell digestiu que la població general, en particular càncer colorectal. L'aparició temprana dels símptomes d'aquesta síndrome s'associa amb una probabilitat significativa de desenvolupar més tard neoplàsies malignes de tot tipus. Els adults amb síndrome de Bardet-Biedl (una ciliopatia) tenen més risc de patir síndrome metabòlica que la resta de la població. L'associació de síndrome d'Alström (uma malaltia autosòmica recessiva), amb ceguesa i síndrome metabòlica infantil és molt poc comuna.

## Diagnòstic
Actualment hi ha dues definicions importants per a la síndrome metabòlica: la proporcionada per la International Diabetes Federation (IDF) i la versió revisada del National Cholesterol Education Program (NCEP). Les definicions de síndrome metabòlica de la NCEP revisada i la IDF són molt similars i és d'esperar que coincideixin a l'hora de diagnosticar o no a una persona amb síndrome metabòlica. La principal diferència rau en el fet que l'IDF considera que un IMC> 30 kg/m² és indicatiu d'obesitat central i no cal, per tant, mesurar la circumferència de la cintura. No obstant això, aquest potencialment exclou qualsevol subjecte sense increment de la circumferència de cintura si l'IMC <30, mentre que, en la definició de la NCEP, la síndrome metabòlica es pot diagnosticar amb base a altres criteris i la IDF utilitza punts de tall específics geogràficament per a la circumferència de la cintura, mentre que la NCEP només utilitza un conjunt de punts de tall per a la circumferència de la cintura, independentment de la geografia. Aquestes dues definicions són molt més a prop entre si que la NCEP original i les definicions de l'OMS.

### IDF
Consens de la International Diabetes Federation (IDF) per a tot el món per a la definició de la síndrome metabòlica (2006).
L'obesitat central (definida com la circumferència de la cintura# amb els valors específics de l'ètnia).
I dos dels següents:
- Triglicèrids elevats: >150mg/dL (1,7 mmol/L), o tractament específic per aquesta anomalia lipídica.
- Reducció de colesterol HDL <40 mg/dL (1,03 mmol/L) en homes i <50 mg/dL (1,29 mmol/L) en les dones, o tractament específic per a aquesta anormalitat lipídica.
- Pressió arterial elevada: pressió arterial sistòlica> 130 Hg o diastòlica> 85 mm, o el tractament de la hipertensió diagnosticada prèviament.
- Valors de glucosa plasmàtica en dejú (FPG)> 100 mg/dL (5,6 mmol/L), o diagnòstic previ de diabetis tipus 2. Si la glucosa plasmàtica en dejú> 5,6 mmol/L o 100 mg/dL, la prova de tolerància a la glucosa[65] es recomana però no és necessària per definir la presència de la síndrome.

# Si l'IMC és> 30 kg/m², es considera que té obesitat central i no cal mesurar la circumferència de la cintura.

### OMS
Els criteris de l'Organització Mundial de la Salut (1999) exigeixen la presència de diabetis mellitus, intolerància a la glucosa, alteració de la glucosa en dejú o de resistència a la insulina, i dos dels següents:
- Pressió arterial: ≥ 140/90 mmHg
- Dislipèmia: triglicèrids (TG): ≥ 1,695 mmol/L i colesterol de lipoproteïnes d'alta densitat (cHDL) ≤ 0,9 mmol/L (homes), ≤ 1,0 mmol/L (dones)
- Obesitat central: relació cintura: maluc> 0,90 (homes);> 0,85 (dones), i/o índex de massa corporal >30 kg/m 2
- Microalbuminùria: relació de l'excreció urinària d'albúmina ≥ 20 mg/min o relació albúmina/creatinina ≥ 30 mg/g

### EGIR
L'European Group for the Study of Insulin Resistance (1999) requereix resistència a la insulina es defineixi com valors d'insulina en dejú un 25% superior entre els no diabètics i dos o més dels següents:
- Obesitat central: circumferència de cintura ≥ 94 cm (homes), ≥ 80 cm (dones)
- Dislipèmia: TG ≥ 2,0 mmol/L i/o cHDL <1.0 mmol/L o tractament per a la dislipidèmia
- Pressió arterial ≥ 140/90 mm Hg o amb medicació antihipertensiva
- Glucosa plasmàtica en dejú ≥ 6,1 mmol/L

### NCEP
La US National Cholesterol Education Program Adult Treatment Panel III (2001) requereix almenys tres dels següents:
- Obesitat central: circumferència de cintura ≥ 102 cm (homes), ≥ 88 cm (dones)
- Dislipèmia: TG ≥ 1,695 mmol/L (150 mg/dl)
- Dislipèmia: C-HDL <40 mg/dl (homes), <50 mg/dl (dones)
- Pressió arterial ≥ 130/85 mmHg
- Glucosa plasmàtica en dejú ≥ 6,1 mmol/L (110 mg/dl)

### American Heart Association/Actualitzat NCEP
Hi ha una confusió pel que fa a si l'AHA/NHLBI té la intenció de crear un altre conjunt de directrius o simplement actualitzar la definició del NCEP ATP III. Segons Scott Grundy, de la Universitat de Texas Southwestern Medical School, Dallas, Texas, la intenció era només per a actualitzar la definició del NCEP ATP III i no crear una nova definició:
- Circumferència de la cintura elevada:
  - Homes - Igual o superior a 102 cm
  - Dones - Igual o major de 88 cm
- Triglicèrids elevats, igual o superior a 150 mg/dL
- Reducció de colesterol HDL:
  - Homes - Menys de 40 mg/dL
  - Dones - Menys de 50 mg/dL
- Pressió arterial elevada, igual o major de 130/85 mm Hg o ús de medicació per la hipertensió
- Glucosa elevada en dejú, igual o superior a 100 mg/dL (5,6 mmol/L) o l'ús de medicaments per la hiperglucèmia

### Altres
La proteïna C-reactiva d'alta sensibilitat (PCR-as) ha estat desenvolupada i utilitzada com un marcador per predir les malalties vasculars coronàries en la síndrome metabòlica i es considera un valor predictiu per l'esteatosi hepàtica no alcohòlica en correlació amb els marcadors sèrics indicatius de lípids i del metabolisme de la glucosa. Un nivell alt de nesfatina-1 (una adipocitocina produïda per l'hipotàlem) en plasma està significativament associat a la síndrome metabòlica.